# 德國入侵比利時 (1914年)
德国對比利时的入侵是一场始于1914年8月4日的军事行动。一戰爆發後，比利时政府於7月24日宣布将於戰爭中保持絕對中立，並於31日宣布對德进入高度戒备状态（Kriegsgefahr）及动员全國武装部队。8月2日，德国政府對比利时发出最后通牒，要求通过该国並旋即入侵卢森堡。两天后，比利时政府拒绝了这些要求，英国政府保证向比利时提供军事支持。德国政府于8月4日对比利时宣战，揮師越境發動列日战役。
德国在比利时的军事行动旨在将第1、第2和第3集团军带到比利时的阵地，以便他们可以入侵法国，在8月7日列日陷落后，导致比利时在那慕尔默兹河沿岸的堡垒被围困以及最后堡垒的投降（8月16日至17日）。政府于8月17日放弃了首都布鲁塞尔，在海特河上战斗后，比利时軍團于8月19日向西撤退到安特卫普的比利時国家棱堡。第二天，布鲁塞尔被占领，對那慕尔的围攻于8月21日开始。
在蒙斯战役和沙勒罗瓦战役之后，大部分德军向南进军法国，留下少量部队驻扎布鲁塞尔和比利时的铁路。第三后备军推进到安特卫普周围的防御区，第四后备军的一个师接管了布鲁塞尔。比利时野战军于8月下旬和9月从安特卫普出动数次，以骚扰德国的通讯，并通过将德国军队留在比利时来协助法国和英国远征军（BEF）。9月9日至13日，为了击退比利时的一次出击，德国推迟撤军以增援的法国主力军队，而一支过境的德国军团则在比利时停留了几天。比利时的抵抗和德国人对法郎的恐惧，导致德国人在入侵后不久对比利时平民实施了恐怖政策（schrecklichkeit），其中发生了屠杀、处决、劫持人质和焚烧城镇和村庄。
边境之战结束后，法国军队和英國遠征軍开始大撤退到法国（8月24日至9月28日），比利时军队和法国和英国军队的小分队在比利时与德国骑兵和猎兵作战。8月27日，皇家海军航空服务(RNAS)的一个中队飞往奥斯坦德，在布鲁日、根特和伊普尔之间进行空中侦察。皇家海军陆战队于9月19日至20日在法国登陆，并开始驾驶汽车侦察无人居住的比利时；RNAS装甲车组是通过为车辆安装防弹钢而创建的。10月2日，皇家海军师的海军陆战旅被转移到安特卫普，10月6日，该师的其余部分也被转移到安特卫普。10月6日至7日，第7师和第3骑兵师在泽布吕赫登陆，在多佛集结的海军部队组成多佛巡逻队，在英吉利海峡和法国-比利时海岸附近行动。尽管英军进行了少量增援，但对安特卫普的围攻在其防御堡垒被德国超重型火炮摧毁时结束。这座城市于10月9日被遗弃，盟军撤退到西佛兰德斯。
在大撤退结束时，海洋竞赛（9月17日至10月19日）开始，德法英军在此期间相互尝试包抄对方，将前线从埃纳河向北延伸到皮卡第、阿图瓦和佛兰德。随着比利时军队从安特卫普撤退到靠近法国边境的地区，比利时的军事行动也向西移动。比利时军队从尼乌波特向南到迪克斯迈德进行了伊瑟河防御战（10月16日至31日），德国第4集团军向西进攻，法国、英国和一些比利时军队进行了第一次伊珀尔战役（10月19日至11月22日）对抗德国第4和第6集团军。到1914年11月，比利时大部分地区处于德国占领和盟军海上封锁之下。1914年8月26日，德国成立了军事行政机构，通过战前比利时的行政体系进行统治，由一小群德国军官和官员监督。比利时分为行政区、布鲁塞尔总政府及其腹地；第二区，第4集团军下属，包括根特和安特卫普，以及德国海军下属沿海岸线的第三个区。德国的占领一直持续到1918年底。